# Jejewoodia
Jejewoodia là một chi thực vật có hoa trong họ Lan.